# Rhodoferax antarcticus
Rhodoferax antarcticus es una especie de  bacteria gramnegativa perteneciente al género Rhodoferax. Fue descrita en el año 2000. Su etimología hace referencia a la Antártida. Se ha aislado en un manto microbiano y en aguas del lago Fryxell de la Antártida. Se describe como altamente móvil, posiblemente por flagelo polar. Con presencia de bacterioclorofila a y carotenoides. Temperatura de crecimiento entre 0-25 °C, óptima de 12-18 °C. Es capaz de fijar nitrógeno atmosférico. Se han identificado genes para la síntesis de pilis de tipo IV y flagelos. Por otro lado, en el aislado del lago Fryxell se han observado vesículas de gas, una característica no observada en bacterias púrpuras no del azufre ni en el otro aislado de la misma especie.